# 肯·戈德堡

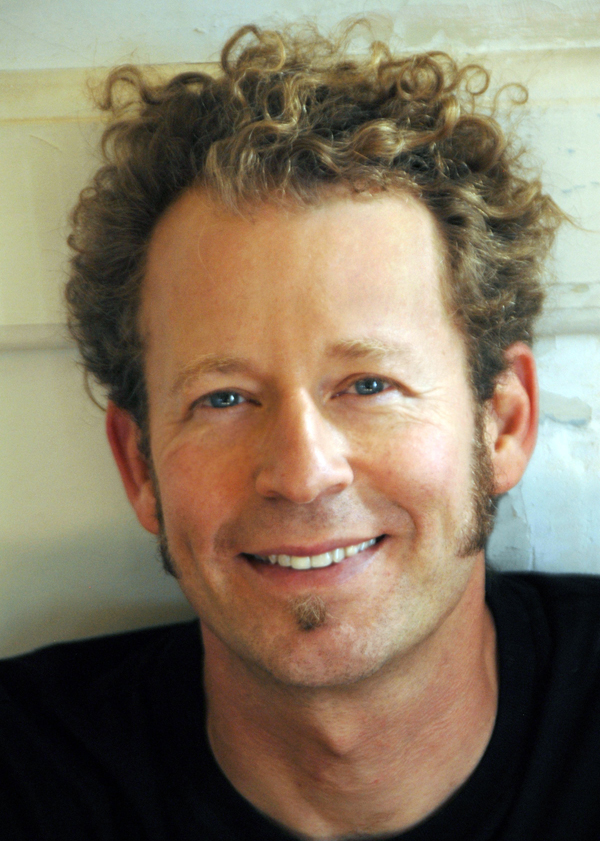

肯·戈德堡（Ken Goldberg，1961年—）是一位美国艺术家、作家、发明家和机器人学及自动化领域的科研工作者。自1995年以来，他就一直担任柏克萊加州大學工业工程和运筹学教授，同时兼任伯克莱新媒体中心主任，电子工程系、计算机科学系和信息学院教授。
戈德堡和他的学生研究出供给、固定、抓取和装配的新算法。算法着重于最低限方法，寻求最简单的传感及复杂性。戈德堡的博士论文研究出第一个定向（供给）多边形部件的算法，并且证明该算法可以用来定向包括轴向对称部件在内的任何部件。他还申请到了运动柔韧夹具的专利权。这是一种新的机器人夹具，它不需传感即可被动地安全抓牢部件。戈德堡在2005年当选为电气和电子工程师协会（IEEE）院士，他参与创办了IEEE自动化科学与工程学报，他的研究工作共荣获六项美国专利。
戈德堡开发的第一个机器人网络界面（1994年8月）让他享有盛誉。他随后的研究项目——遥控花园允许远程访问者通过互联网来浏览花园、为花园浇水及在花园中播种。遥控花园在艺术电子中心的大厅中连续在线运行九年。戈德堡是在网络化遥控机器人领域的领先的科研工作者，并研究出一系列学术合作遥控系统，如“遥控执行者”。在这个系统中，远程参与者们通过互联网指导远程执行者进行移动。
戈德堡是加利福尼亚大学伯克利分校的艺术、科技与文化研讨会的奠基人，该研讨会创建于1997年。这个系列演讲每月举办一次，会邀请如比利·克卢佛（Billy Klüver），戴维·伯恩（David Byrne）和布鲁诺·拉图尔（Bruno Latour）等的艺术家、作家和博物馆馆长进行晚间讲座，并免费向公众开放。戈德堡编写了数本书，其中包括《花园中的机器人：网络时代的遥控机器人和远程认识论》（麻省理工学院出版社，2000年），书中探讨了可远程学习的知识。
鉴于他的这些研究，戈德堡分别于1994年荣获美国国家科学基金会青年研究学者奖，1995年荣获美国国家科学基金会总统教员奖金，2000年荣获约瑟夫·F·恩格尔佰格（Joseph F. Engelberger）机器人奖，2001年荣获IEEE的重大教育创新奖。
作为艺术家，戈德堡的作品曾经在惠特尼双年展（Whitney Biennial）、威尼斯双年展（Venice Biennale）、蓬皮杜中心（巴黎）、沃克艺术中心、艺术电子中心（奥地利林茨）、电影节（圣保罗）、艺术与新闻媒体的中心（卡尔斯鲁厄）、国际商会双年展(东京)、光州双年展（首尔）、艺术家的空间和厨房美术馆（纽约）中展出。他先后在旧金山艺术学院、美国麻省理工学院媒体实验室（MIT Media Lab）和艺术设计中心学院（Art Center College of Design）做访问学者。
戈德堡与人合作撰写短片——《部落》，并参选了2006年的圣丹斯电影节和2006年翠贝卡电影节。由旧金山芭蕾舞团（San Francisco Ballet）表演的戈德堡的芭蕾作品死亡象征（Mori）荣获2006年伊莎多拉·邓肯奖。
戈德堡1961年出生于尼日利亚伊巴丹，后与蒂法尼·施莱恩（Tiffany Shlain）结婚，现居住在加利福尼亚州旧金山。